# Uddens fritidsområde
Uddens fritidsområde är en småort i Julita socken i Katrineholms kommun. Fritidsområdet ligger på södra sidan av Hjälmaresund.